# Iguape

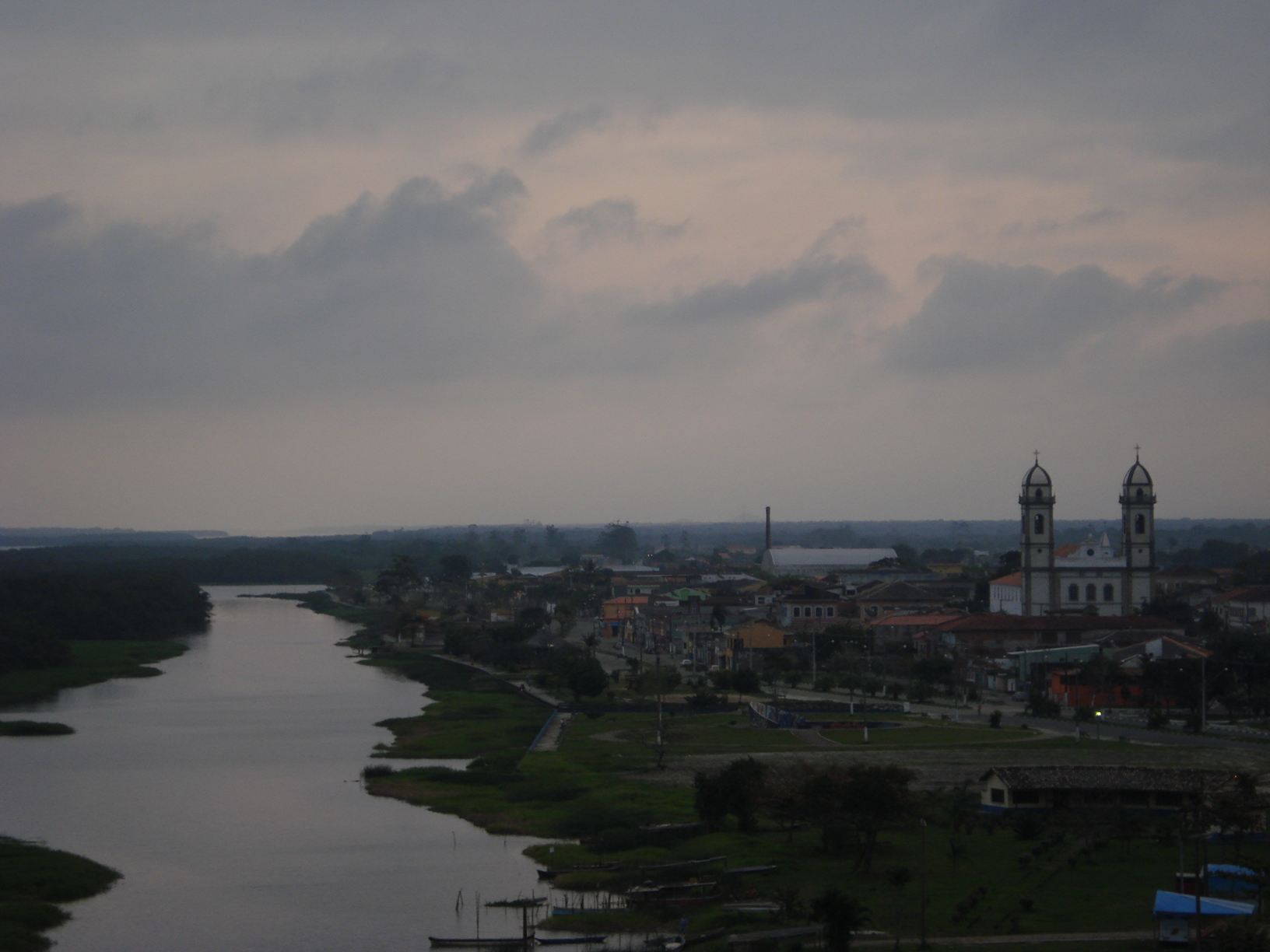
Iguape

Iguape és un municipi brasiler de l'estat de São Paulo. Està a una altitud de 3 metres. La seva població estimada el 2004 era de 28.367 habitants.